# 1875
Het jaar 1875 is het 75e jaar in de 19e eeuw volgens de christelijke jaartelling.

## Gebeurtenissen
januari
- 5 - Opening van de Opéra Garnier in Parijs.
- 12 - Guangxu wordt keizer van China.
- 15 - Het Davidsfonds te Leuven opgericht met als motto Godsdienst, Taal, Vaderland, en genoemd naar kanunnik Jan Baptist David (1801 - 1866).

maart
- 3 - In Amerika wordt de Page Act van kracht, die Chinese vrouwen de toegang tot het land ontzegd.
- Pasen - Verschijning eerste nummer van De Vlaamsche Vlagge, een tijdschrift voor de Vlaamse katholieke studenten.

april
- 30 - Inwijding van de Begraafplaats Sint Barbara in Utrecht.

mei
- 1 - De inspecteur van het geneeskundig staatstoezicht in Noord-Holland, Jacob Penn, opent op de Trompenberg bij Hilversum Nederlands eerste sanatorium.
- 17 - Eerste Kentucky Derby.
- 28 - De gemeenten Hoenkoop en Willeskop kopen grond aan voor de aanleg van Bedelaarskerkhof Willeskop.

juni
- 22 - Oprichting van de Stoomvaart Maatschappij Zeeland door prins Hendrik en de Koninklijke Nederlandse Stoomboot-Maatschappij. Met raderboten zal een veerdienst op Engeland worden onderhouden.

juli
- 28 - De Groote Stooringe is een studentenopstand geleid door Albrecht Rodenbach en zijn medeleerlingen in het Klein Seminarie Roeselare tegen het gebruik van het Frans in het onderwijs in Vlaanderen.

augustus
- 6 - President Gabriel García Moreno van Ecuador, een fel bestrijder van de Vrijmetselarij, wordt op de trappen van het regeringspaleis vermoord.
- 25 - Kapitein Matthew Webb zwemt als eerste over Het Kanaal. De tocht van Engeland naar Frankrijk kost hem 21 uur en 25 minuten. In de volgende vijftig jaar lukt het slechts vier mannen Webbs prestatie te evenaren. De snelste van deze vier legt in 1923 de afstand af in 16 uur en 33 minuten.

september
- 8 - De Duitse priester Arnold Janssen sticht in Steyl bij Venlo de Missionarissen van Steyl, ten behoeve van de missie op  China.
- september - De jaarlijkse kermis in Amsterdam wordt door het stadsbestuur na acht dagen afgebroken wegens grootschalige dronkenschap en wangedrag van de kermisgangers. Voortaan zijn alleen nog buurtkermissen toegestaan.

oktober
- 13 - In Deventer wordt de cricketclub Utile Dulci opgericht, de oudste nog bestaande veldsportvereniging van Nederland.
- oktober - In Hongarije komt na een daverende verkiezingsoverwinning de nationalistische Regering-Kálmán Tisza aan het bewind.

november
- 17 - Helena Blavatsky richt in New York met enkele volgelingen de Theosophical Society op.

december
- 4 - De beruchte Amerikaanse politicus William Tweed ontsnapt uit de gevangenis.

zonder datum
- De weg Losser-Oldenzaal wordt verhard. Er moet wel tol betaald worden tot 1910.
- Nederland voert de gouden standaard in.
- De Oostenrijkse geoloog Eduard Suess introduceert het begrip biosfeer.

## Muziek
- 24 januari - Eerste uitvoering van het symfonisch gedicht Danse macabre van Camille Saint-Saëns
- 3 maart -  De eerste opvoering van Carmen, de opera van Georges Bizet. Deze vond plaats in Parijs in de Opéra-Comique
- 4 april - Eerste uitvoering van "Vitava", ofwel de Moldau, het tweede deel van Má Vlast van Smetana
- 25 oktober - Hans von Bülow voert de wereldpremière van Tsjaikovski’s eerste pianoconcert uit, in Boston, een opvoering die wordt verstoord door veel gejoel, onderbrekingen en beledigingen
- Antonin Dvořák componeert zijn Symfonie no. 5 in F Opus 76

## Beeldende kunst

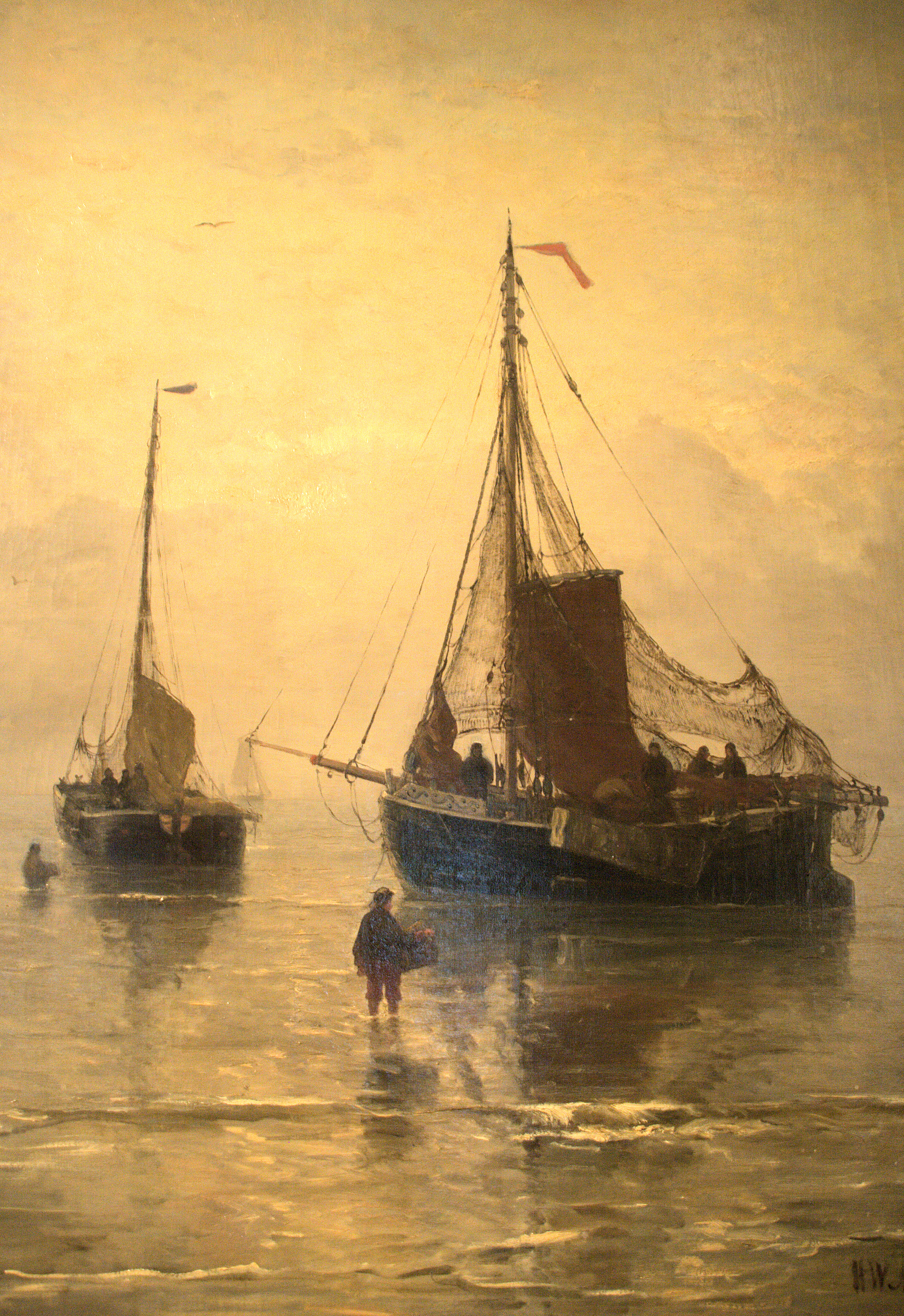
Aankomst van de Vis, (1875), Hendrik Willem Mesdag, Visserij & Vlaardings Museum
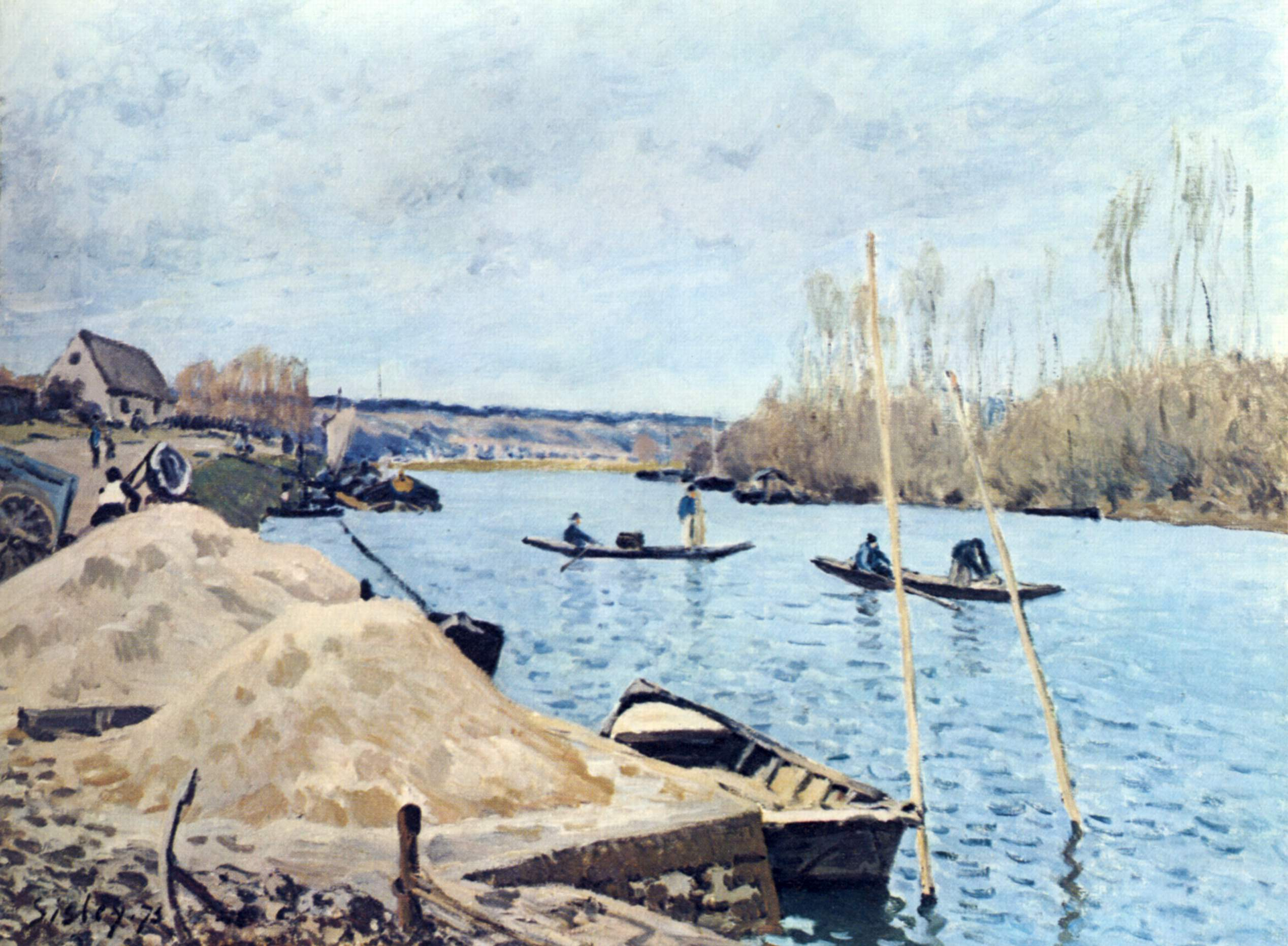
De Seine bij Port-Marly (Zandhopen) (1875) Alfred Sisley
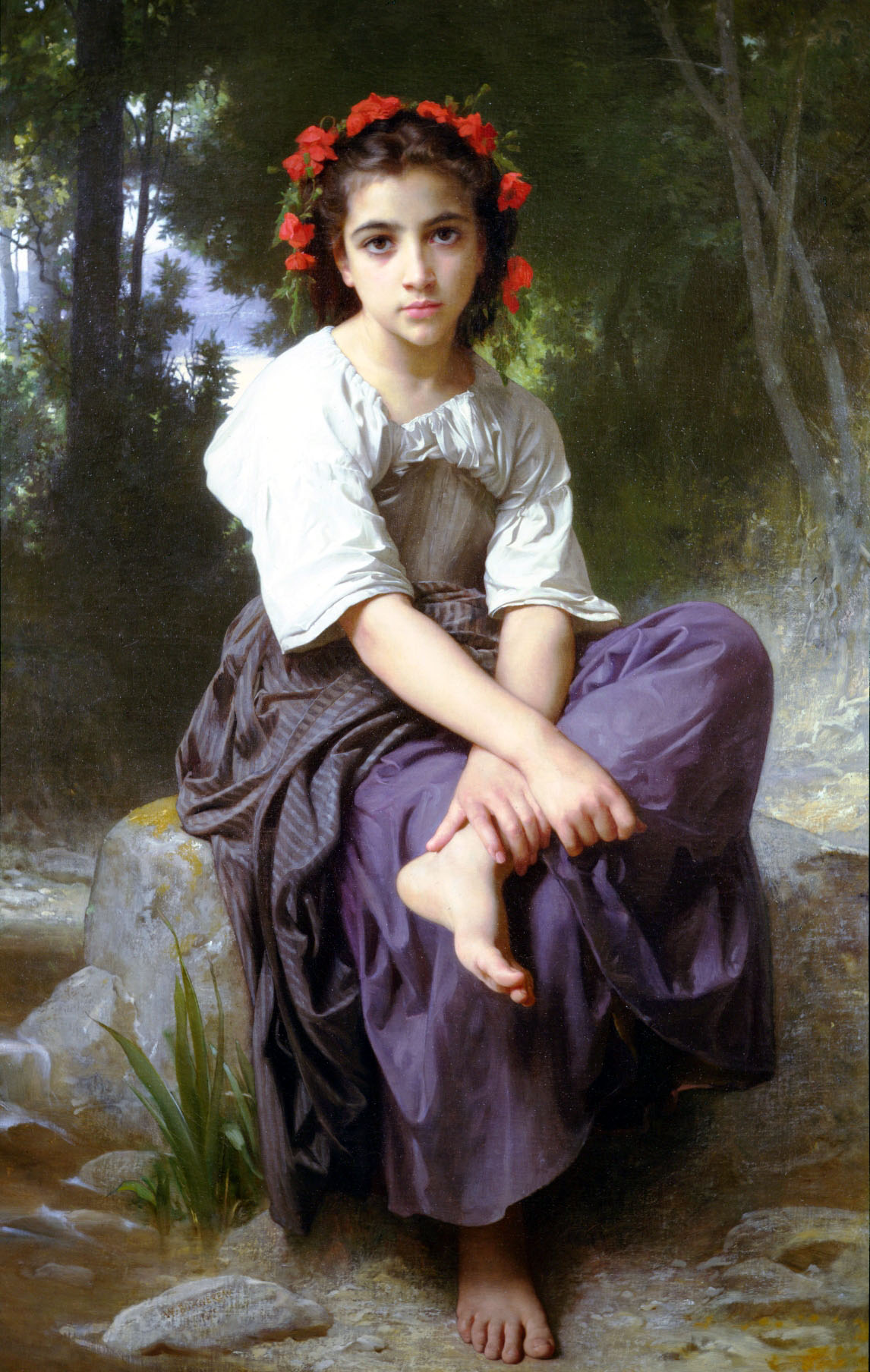
Au bord du ruisseau (1875) William-Adolphe Bouguereau

## Bouwkunst

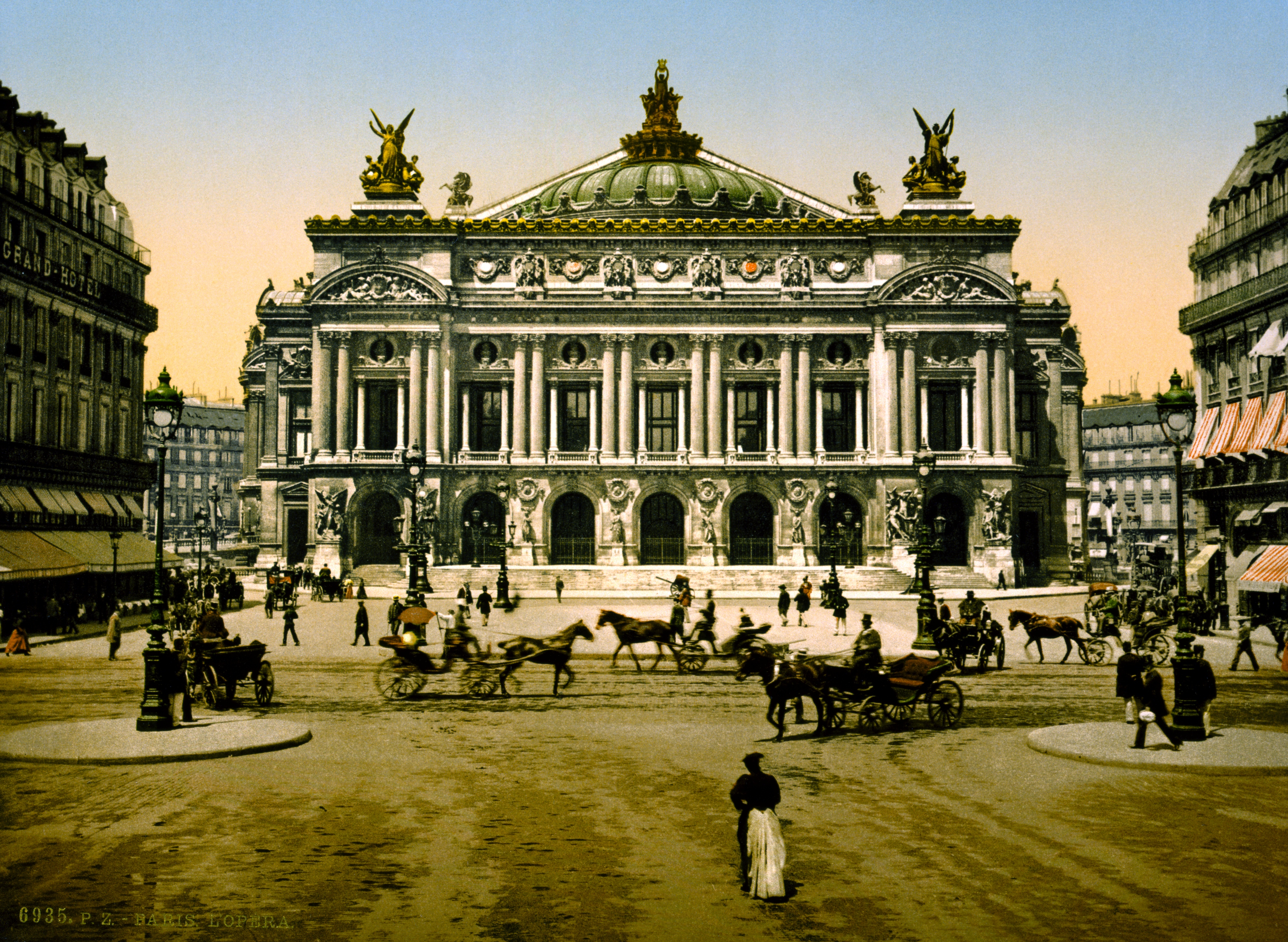
Opéra Garnier, Parijs (geopend 1875) Charles Garnier
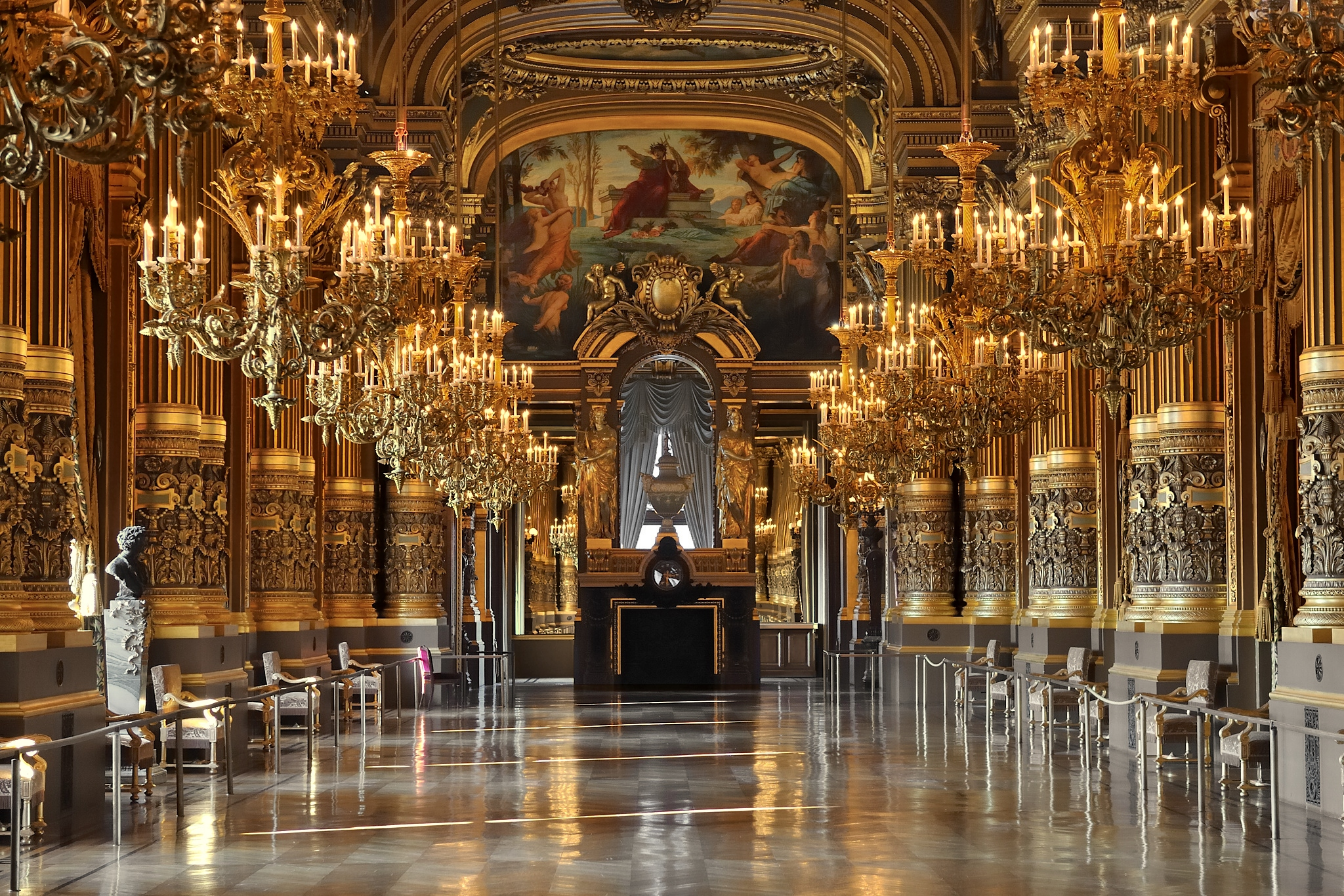
Opéra Garnier, Le Grand Foyer

## Geboren

### januari
- 2 - Virginia Fair Vanderbilt, Amerikaans filantrope (overleden 1935)
- 7 - Thomas J. Hicks, Amerikaans atleet (overleden 1952)
- 11 - Reinhold Glière, Russisch componist (overleden 1956)
- 14 - Albert Schweitzer, Duits arts en zendeling (overleden 1965)
- 15 - Thomas Burke, Amerikaans atleet (overleden 1929)
- 15 - Luigi Variara, Italiaans geestelijke en zalige (overleden 1923)
- 17 - Johannes Hendricus Jurres, Nederlands schilder (overleden 1946)
- 20 - Henrik Sjöberg, Zweeds atleet en turner (overleden 1905)
- 22 - D.W. Griffith, Amerikaans filmregisseur (overleden 1948)
- 30 - Bernard van Beek, Nederlands kunstschilder (overleden 1941)
- 31 - Charles van Wijk, Nederlands beeldhouwer (overleden 1917)

### februari
- 1 - Alfréd Hajós, Hongaars architect en zwemmer (overleden 1955)
- 4 - Ludwig Prandtl, Duits natuurkundige (overleden 1953)
- 5 - Františka Plamínková, Tsjechisch vrouwenkiesrechtactiviste en politica (overleden 1942)
- 13 - Max Buchholz, Duits elektrotechnicus (overleden 1956)
- 21 - Jeanne-Louise Calment, Frans supereeuwelinge en oudste mens ooit (120-plusser) (overleden 1997)

### maart
- 4 - Suze Groeneweg, Nederlands politica (overleden 1940)
- 7 - Maurice Ravel, Frans componist (overleden 1937)
- 7 - Welles Hoyt, Amerikaans atleet (overleden 1954)
- 13 - Lizzy Ansingh, Nederlands kunstschilderes (overleden 1959)
- 20 - J.B. Schuil, Nederlands kinderboekenschrijver (overleden 1960)
- 24 - Alberic Deswarte, Belgisch senator en advocaat (overleden 1928)
- 26 - Syngman Rhee, Zuid-Koreaanse president (overleden 1965)

### april
- 1 - Edgar Wallace, Engels journalist en (thriller)schrijver (overleden 1932)
- 8 - Albert I, koning der Belgen (overleden 1934)
- 15 - Ina Boudier-Bakker, Nederlands schrijfster (overleden 1966)
- 27 - Georges Hébert, Frans marineofficier en sportontwikkelaar (overleden 1957)

### mei
- 9 - Gregoria de Jesus, Filipijns onafhankelijkheidsstrijdster (overleden 1943)
- 24 - Bob Garrett, Amerikaans atleet (overleden 1961)
- 25 - Jacob Johannes Otto, Nederlands ondernemer (overleden 1953)
- 26 - Bonne Kazemier, Nederlands architect (overleden 1967)

### juni
- 6 - Thomas Mann, Duits schrijver (overleden 1955)
- 9 - Henry Hallett Dale, Engels neurowetenschapper en Nobelprijswinnaar (overleden 1968)
- 17 - Philip Kohnstamm, Nederlands pedagoog (overleden 1951)

### juli
- 10 - Mary McLeod Bethune, Amerikaans burgerrechtenactiviste (overleden 1955)
- 15 - Jean Van den Eeckhoudt, Belgisch kunstschilder (overleden 1946)
- 26 - Carl Gustav Jung, Zwitsers psycholoog en psychiater (overleden 1961)
- 27 - Theodorus van Roosmalen, apostolisch vicaris van Suriname (overleden 1957)

### augustus
- 9 - Albert Ketèlbey, Brits componist, dirigent en pianist (overleden 1959)
- 20 - Luigi Bigiarelli, Italiaans atleet (overleden 1908)

### september
- 1 - Edgar Rice Burroughs, Amerikaans schrijver (overleden 1950)
- 3 - Ferdinand Porsche, Oostenrijks automobiel-pionier (overleden 1951)
- 9 - Johan Kerkmeijer, ereburger van Hoorn (overleden 1956)
- 20 - Matthias Erzberger, Duits politicus (overleden 1921)
- 22 - Mikalojus Konstantinas Čiurlionis, Litouws componist en schilder (overleden 1911)
- 27 - Cléo de Mérode, Frans (variété)danseres (overleden 1966)

### oktober
- 4 - Ernesto de Curtis, Italiaans componist (overleden 1937)
- 4 - Laurence Doherty, Brits tennisser (overleden 1919)
- 12 - Aleister Crowley, Brits occultist (overleden 1947)
- 17 - Hendrik Jan Verbeek, Nederlands burgemeester (overleden 1946)
- 22 - David van Embden, Nederlands politicus (overleden 1962)
- 31 - Vallabhbhai Patel, Indiaas advocaat en politicus (overleden 1950)

### november
- 10 - Sybe Kornelis Bakker, Nederlands vrijzinnig christen-socialist en hervormd predikant (overleden 1918)
- 12 - Margaretha Eijken, Nederlands oudste inwoner vanaf eind 1984 (overleden 1986)
- 15 - Johannes Petrus Huibers, Nederlands R.K. geestelijke; bisschop van Haarlem (overleden 1969)
- 19 - Hiram Bingham, Amerikaans ontdekkingsreiziger, gouverneur en senator (overleden 1956)
- 22 - Tomás Berreta, Uruguayaans president (overleden 1947)

### december
- 3 - Bernhard Lichtenberg, Duits geestelijke en verzetsstrijder (overleden 1943)
- 4 - Rainer Maria Rilke, Duitstalig schrijver en dichter uit Oostenrijk-Hongarije (overleden 1926)
- 6 - Antoinette van Hoytema, Nederlands beeldend kunstenaar (overleden 1967)
- 7 - Elsa Woutersen-van Doesburgh, Nederlands kunstenares (overleden 1957)
- 15 - Emilio Jacinto, Filipijns revolutionair en schrijver (overleden 1899)
- 25 - Pierre de Caters, Belgisch autoracer en luchtvaartpionier (overleden 1944)

## Overleden
januari
- 3 - Pierre Larousse (57), Frans redacteur en encyclopedist
- 27 - Henry Willey Reveley (circa 86), Brits civiel ingenieur die West-Australiës eerste publieke gebouwen ontwierp

februari
- 3 - Everhardus Johannes Potgieter (66), Nederlands schrijver
- 22 - Camille Corot (78), Frans kunstschilder
- 22 - Charles Lyell (77), Brits wetenschapper

maart
- 5 - Hermann Friedrich Kohlbrugge (71), Nederlands gereformeerd theoloog
- 7 - John Edward Gray (75), Brits zoöloog

april
- 11 - Samuel Heinrich Schwabe (85), Duits astronoom

mei
- 4 - Rosalie Loveling (41), Vlaams schrijfster
- 31 - Eliphas Levi (65), Frans filosoof, occultist en vrijmetselaar

juni
- 3 - Georges Bizet (36), Frans componist

juli
- 31 - Andrew Johnson (66), zeventiende president van de Verenigde Staten

augustus
- 4 - Hans Christian Andersen (70), Deens schrijver
- 23 - Rijk van Rees (78), Nederlands hoogleraar wis- en natuurkunde

september
- 11 - Joannes Baptista Swinkels (65), apostolisch vicaris van Suriname
- 17 - John Bussell (72), Brits pionier in West-Australië

oktober
- 9 - Charles Wheatstone (73), Brits wetenschapper en uitvinder
- 23 - Pierre Beke (61), Belgisch liberaal politicus en burgemeester

december
- 8 - Leopold III van Lippe (54), vorst van Lippe (1851-1875)

## Weerextremen in België
- 30 november: laagste etmaalgemiddelde temperatuur ooit op deze dag: -4,7 °C.
- 1 december: laagste etmaalgemiddelde temperatuur ooit op deze dag: -5,6 °C.
- 7 december: laagste minimumtemperatuur ooit op deze dag: -15 °C.

## Uitgestorven
- de Nieuw-Zeelandse kwartel